# 純獻皇貴妃
純獻皇貴妃嚴氏（1854年2月2日—1911年7月20日），朝鮮高宗嬪妃，本貫寧越嚴氏，贈议政府贊政嚴鎮三之女。

## 生平
嚴氏早年家境贫寒，6岁入宫，本為明成皇后的侍衛尚宮，1885年时被高宗寵幸，被明成皇后发现后撵出宫廷。乙未事变5天后被召回宫中，并在俄馆播迁事件中起到重要作用，因而更加得到高宗的信任。1897年生下英親王李垠，因而升為貴人。1900年晉封淳嬪。隔年10月封為淳妃，並賜宮號為慶善宮。1903年改封獻嬪。严氏一直觊觎大韩帝国正宫國后宝座，曾在1902年掀起“严氏陞后运动”，搅得大韩帝国政坛鸡犬不宁。同时又登用外戚，如严俊源（陆军参将）、严柱益（军部协办）、金永振（陆军参将）等，并与尹容善、赵秉式等朝廷重臣相结托，对外采取亲日态度。此時她在高宗的妃嬪中她位階最高，由於明成王后死後高宗沒有再立后，便由她職掌後宮，雖然當時她已40多歲，但似乎頗受到高宗的寵愛。1906年嚴氏創辦了明新女校（現淑明女子大學）。1907年李垠被迫留学日本，严妃怀疑是去充当人质，多次向日本统监寺内正毅要求见儿子，均被拒。
1910年日韓併合後，嚴氏的「皇貴妃」稱號被撤銷，降為李太王嬪。1911年7月，严氏病危，朝鲜王室希望李垠回国。7月20日，貴妃嚴氏於德壽宮即祚堂過世，終年58歲，諡號純獻。李垠到汉城时严氏已死，李垠走进德寿宫，日本人说其母得的是传染病，禁止他进入其母的咸宁殿。

## 评价
对于严氏的评价一般以否定为主，她通常以奸妃的形象出现在历史记载中。黃玹评价：“严氏貌类闵，权略亦如之。既入宫，大被专宠，干政通贿赂，骎骎与闵后时同。”朴殷植说：“严氏有宠，亲族多被显用，干预政事，而淫祀亦张矣。”甚至还有记载称严妃品行淫荡，与高永根私通，生子养于民间。然而，或许由于严妃的气魄和能力都不如闵妃，加上她是宮女出身，並非兩班貴族，其家族外戚的实力自然也远不如骊兴闵氏，而且她闹了几年的陞后风波也不了了之，没有能夠得到皇后的名分，再加上国家行将就木等种种因素，使她最终没能步闵妃干政之后尘，也没能像闵妃那样引起后世的巨大争议。
不过严贵妃晚年兴办女子教育，赈济穷人等活动却的得到赞许，成为她生前的闪光点。金允植盛赞道：
|  | 宫闱深严，贵妃之德之行，外间不得以详闻。惟见于外而可以垂范于百世者，其大者有二焉，即兴学恤孤是也。兴学为时政之急先务，而女子教育为兴学之本；生民之无告者莫如四穷，而孤儿为四穷之最。方其众志未开之时，贵妃首举此二者，躬率导化，以佐仁政之治。赐田捐财，以养女士；节衣贬食，以恤贫孤。上行下效，四方风动，数年之间，闺阁多咿唔之声，道路无呻吟之儿。语其丰功伟绩，自古彤管之史所未曾有也。 |